# Problème de la double empathie

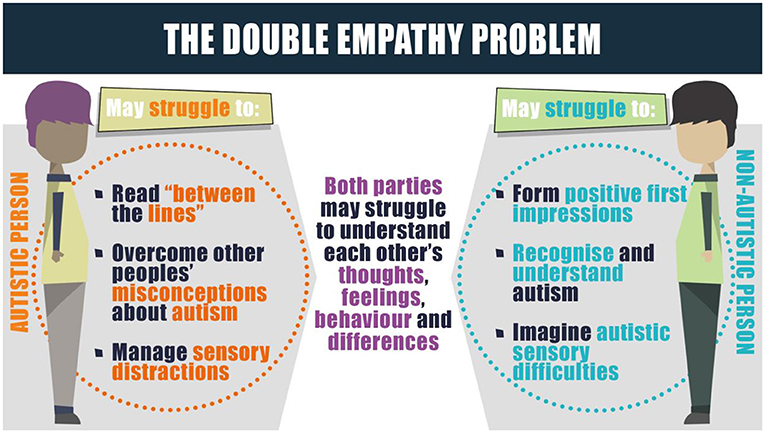
Une image illustrant le problème de la double empathie

Le problème de la double empathie est une théorie psychologique, inventée en 2012 par le chercheur sur l'autisme Damian Milton, qui propose que les difficultés sociales et de communication présentes chez les personnes autistes lorsqu'elles socialisent avec des personnes non-autistes sont en fait dues à un manque réciproque de compréhension et différences bidirectionnelles dans le style de communication, les caractéristiques sociocognitives et les expériences entre les personnes autistes et les personnes non-autistes, mais pas nécessairement une déficience inhérente, car la plupart des personnes autistes sont capables de socialiser, de communiquer et de bien s'identifier à la plupart des personnes autistes,. 
La théorie remet donc fondamentalement en question à la fois la notion commune selon laquelle les compétences sociales des personnes autistes sont intrinsèquement altérées, et la théorie, développée par le professeur Simon Baron-Cohen, mais contestée depuis, selon laquelle l'empathie et la théorie de l'esprit sont généralement altérées chez les personnes autistes, ce qui est empiriquement discutable avec de nombreuses réplications ratées et des résultats mitigés. Dans un podcast en décembre 2020, puis également dans un article en mai 2022, Simon Baron-Cohen a positivement reconnu la théorie de la double empathie et les découvertes récentes qui la soutiennent,. Depuis 2015, il y a eu un nombre croissant d'études de recherche, y compris des études expérimentales, des recherches qualitatives et des études d'interaction sociale réelle soutenant cette théorie et les résultats semblent cohérents,,,,,,,,.

## Histoire
Les premières études sur l'autisme concernant la théorie de l'esprit et l'empathie ont conclu que le manque de théorie de l'esprit était l'un des principaux symptômes de l'autisme. Les plus populaires d'entre elles étaient les études de Simon Baron-Cohen dans les années 1980 et 1990, qui a utilisé le terme d'aveuglement mental pour décrire sa théorie,.
Au début du 21e siècle, les universitaires ont commencé à suggérer que certaines études sur les tests de théorie de l'esprit pouvaient avoir mal interprété les personnes autistes ayant des difficultés à comprendre les neurotypiques comme étant une difficulté sociale intrinsèque présente chez les personnes autistes. Il semble plus probable que les personnes autistes aient spécifiquement du mal à comprendre les neurotypiques, en raison des différences neurologiques entre les groupes,.

## Études alignées sur la neurologie
Des études qui ont utilisé des paires autistes-autistes pour tester les rapports interpersonnels et l'efficacité de la communication chez les adultes ont montré que les adultes autistes obtiennent de meilleurs résultats dans les rapports interpersonnels et l'efficacité de la communication lorsqu'ils sont associés à d'autres adultes autistes, qu'un rapport plus élevé peut être présent dans les interactions autistes-autistes que dans ceux entre les personnes autistes et neurotypiques, et que les personnes autistes peuvent être capables de comprendre et de prédire les pensées et les motivations les unes des autres mieux que les neurotypiques ainsi que les membres proches de la famille autistes.
Les personnes neurotypiques ont tendance à avoir une mauvaise compréhension des personnes autistes, tout comme les personnes autistes peuvent avoir une mauvaise compréhension des personnes non-autistes. Il est probable que les personnes autistes comprennent les personnes non-autistes à un degré plus élevé que l'inverse, en raison de la fréquence du masquage - c'est-à-dire la diminution de ses traits autistiques et/ou de sa personnalité pour mieux se camoufler dans une société non autiste. Le masquage commence à un jeune âge afin d'éviter l'intimidation, une expérience courante chez les enfants et les adultes autistes.
La théorie de l'esprit autistique est généralement basée sur l'utilisation de règles et de logique et peut être modulée par des différences de pensée. Si les personnes autistes étaient intrinsèquement pauvres en communication sociale, une interaction entre deux personnes autistes serait logiquement plus une lutte qu'une interaction entre une personne autiste et une personne neurotypique. Cette recherche conteste les hypothèses courantes sur les personnes autistes dans les domaines de la psychologie et de la psychiatrie.
Une étude de 2018 a montré que les personnes autistes sont plus sujettes à la personnification d'objet, ce qui suggère que l'empathie autistique peut être non seulement plus complexe mais aussi plus globale, contrairement à la croyance populaire selon laquelle les personnes autistes manquent d'empathie.

## Perspectives autistiques
De nombreux militants autistes ont montré leur soutien au concept de double empathie et ont fait valoir que les études antérieures réalisées sur la théorie de l'esprit dans l'autisme ont servi à stigmatiser les personnes autistes, blâmer les malentendus autistiques-neurotypiques uniquement sur les personnes autistes, et déshumaniser personnes autistes en les dépeignant comme peu empathiques.
Damian Milton a décrit la croyance selon laquelle les personnes autistes manquent de théorie de l'esprit comme un mythe analogue à la théorie désormais discréditée selon laquelle les vaccins causent l'autisme.